# Estadio Nuevo Vivero
Het Estadio Nuevo Vivero is een multifunctioneel stadion in Badajoz, een stad in Spanje. Het stadion wordt vooral gebruikt voor voetbalwedstrijden, de voetbalclub CD Badajoz maakt gebruik van dit stadion. In het stadion is plaats voor 15.198 toeschouwers. Het stadion werd geopend in 1998.

## Interlandoverzicht
Het Spaans nationale mannenvoetbalelftal speelde drie interlands in het stadion. De vrouwenploeg eenmaal, tegen het nabijgelegen Portugal.
| Voetbalinterlands | Voetbalinterlands | Voetbalinterlands | Voetbalinterlands      | Voetbalinterlands | Voetbalinterlands    | Voetbalinterlands | Voetbalinterlands |
| №                 | Datum             |                   | Wedstrijd              | Uitslag           | Competitie           | Toeschouwers      |                   |
| ----------------- | ----------------- | ----------------- | ---------------------- | ----------------- | -------------------- | ----------------- | ----------------- |
| 1                 | 8 september 1999  | m                 | Spanje – Cyprus        | 8 – 0             | EK 2000 kwalificatie | 13.700            |                   |
| 2                 | 2 september 2006  | m                 | Spanje – Liechtenstein | 4 – 0             | EK 2008 kwalificatie | 12.400            |                   |
| 3                 | 1 december 2015   | v                 | Spanje – Portugal      | 2 – 0             | EK 2017 kwalificatie | 5.750             |                   |
| 4                 | 5 september 2021  | m                 | Spanje – Georgië       | 4 – 0             | WK 2022 kwalificatie | 8.444             |                   |